# Stictoptera signiferoides
Stictoptera signiferoides là một loài bướm đêm trong họ Noctuidae.